# João Francisco Dias
João Francisco Dias (Odeleite, Castro Marim, 22 de novembro de 1898 – Alcoutim, 8 de março de 1955) foi um médico-cirurgião português, que se destacou pela sua carreira na região do Algarve.

## Biografia

### Nascimento e educação
Nasceu em 22 de Novembro de 1898, no lugar de Tenência, na localidade de Corte Velha, parte da freguesia de Odeleite, no concelho de Castro Marim. Era filho de José Francisco Dias e Ana Maria Cavaco.
Concluiu o ensino primário em 1911, na cidade de Tavira, e em 1917 entrou no Liceu de Faro. Em 1922 terminou o Curso Complementar de Ciências da Instrução Secundária, e no ano seguinte matriculou-se na Faculdade de Medicina da Universidade de Coimbra. Naquela altura a Universidade estava a passar por um período de grande desenvolvimento, com a introdução de aulas práticas e novas tecnologias, tendo sido aluno do eminente médico Fernando Bissaya Barreto, que foi responsável por um grande impulso nas políticas de saúde pública. Foi sob a coordenação de Bissaya Barreto que Francisco Dias ganhou uma grande prática na medicina, no Serviço de Cirurgia da Universidade, que iria marcar a sua futura carreira profissional. Foi durante o período de estudante que conheceu a sua futura mulher, Maria Cecília de Figueiredo Lopes, através da qual travou conhecimento com o conceituado professor e médico Luís Hernâni Dias Amado. Concluiu o curso em 1927, e estagiou nos Hospitais Centrais de Lisboa.

### Carreira profissional
Iniciou a sua carreira profissional em 1931, na localidade de Alcoutim, onde enfrentou grandes dificuldades devido à pobreza das populações, deficiências em termos de instalações e reduzidas acessibilidades, agravando o já grande afastamento em relação a outros estabelecimentos de saúde. Apesar destes graves problemas, conseguiu-se destacar como um médico e especialmente como cirurgião, tendo sido por diversas vezes procurado por pessoas de regiões distantes. É considerado como uma das personalidades mais destacadas na região Nordeste do Algarve. Também foi o principal responsável pela organização de um pequeno hospital em Alcoutim, nas instalações da Santa Casa da Misericórdia, onde laborava. Por sua iniciativa, e devido à presença do hospital, a vila de Alcoutim conheceu um importante desenvolvimento nos transportes e no comércio, principalmente de restauração e alojamento. Durante a sua carreira também passou por dois períodos de considerável dificuldade, correspondentes à Guerra Civil Espanhola, que decorreu entre 1936 e 1939, e a Segunda Guerra Mundial, de 1939 a 1945.
Em 1932 foi responsável, enquanto provedor da Santa Casa da Misericórdia de Alcoutim, pela construção de um hospital-albergue nas instalações daquela associação, tendo aproveitado para este fim a Casa do Despacho, a Sacristia e a residência do Andador. Esta não foi a primeira iniciativa para a criação de um hospital dentro da Santa Casa da Misericórdia, uma vez que já em 1923 se tinha proposto a instalação numas casas junto ao castelo. O hospital estava instalado num edifício de dois pisos, com a secretaria, a cozinha, a sala de espera e a sala de operações no piso térreo, enquanto que no primeiro andar estavam as enfermarias e um quarto para parturientes. Na sessão de 2 de Janeiro de 1940, sendo ainda João Francisco Dias o provedor, este criticou os reduzidos apoios financeiros por parte do estado, e salientou a necessidade de chamar a atenção das entidades superiores para cobrir as despesas que tinha com os doentes mais pobres. Também aconselhou a pedir auxílio à Câmara Municipal, uma vez que o funcionamento do hospital tinha aliviado as finanças municipais, porque os doentes graves passaram a ser tratados em Alcoutim em vez de serem enviados aos Hospitais Civis de Lisboa, despesa que era suportada pela autarquia.
Em 27 de Setembro de 1934 passou a ser médico municipal, e no ano seguinte foi promovido a subdelegado de saúde. Na altura do seu falecimento, ainda ocupava os cargos de médico municipal e de subdelegado de saúde, sendo nessa altura presidente da comissão da União nacional no concelho.

### Falecimento
De acordo com uma notícia publicada no jornal Diário de Lisboa de 9 de Março de 1955, João Francisco Dias faleceu no dia anterior, vítima de uma congestão cerebral. O funeral teve lugar no dia seguinte, em Alcoutim, tendo sido acompanhado por uma grande multidão.
Com o seu falecimento, tanto a Santa Casa da Misericórdia como o hospital entraram em declínio, tendo sido necessária a formação de uma comissão administrativa para fazer a sua gestão. Só posteriormente, e graças à intervenção do seu filho, João Lopes Dias, é que o hospital conheceu um novo desenvolvimento, embora tenha voltado a decair quando aquele médico partiu para outro concelho.

### Distinções e homenagens
- Louvor do Ministro do Interior por Despacho de 9 de julho de 1940, pelo notável trabalho desenvolvido em prol da saúde do concelho [8]
- Por iniciativa da Comissão Administrativa da Santa Casa da Misericórdia de Alcoutim, foi homenageado pelos relevantes serviços prestados ao povo do concelho, em cerimónia no dia 5 de abril de 1942, com o descerramento de uma lápide colocada na fachada do Hospital da Misericórdia (página 78[9]);
- Por iniciativa e deliberação da Câmara Municipal de Alcoutim de 21 de junho de 1950, em sua homenagem foi dado o nome de Rua Dr. João Dias à rua onde morava e tinha o consultório [10][11]
- A população da freguesia de Giões em 15 de agosto de 1954 descerrou uma lápide na sede da Junta de Freguesia em homenagem aos relevantes serviços deste médico;
- Em 8 de março de 1957, dia em que perfazia dois anos da sua morte, foi inaugurado um busto em sua homenagem à entrada da vila [12] [13] [14]
- Em 1990 a Junta de freguesia de Vaqueiros deliberou dar o nome Rua Dr. João Dias a uma rua da aldeia [15]
- Em 13 de setembro de 1996, dia do Município, evocaram os 41 anos da sua morte com descerramento de lápide na casa onde residiu e faleceu (página 86[9]);
- Em 27 de novembro de 1996 a Câmara Municipal criou “Bolsas de Estudo Dr. João Dias”, para alunos do concelho a frequentar o ensino superior;[16][17]
- Em 1998, no centenário do seu nascimento, foi-lhe prestada homenagem e recordado junto à casa onde morou e teve o consultório, a sua dedicação e humanismo (página 87[9])

Em Setembro de 2011, a autarquia de Alcoutim assinou um acordo de cooperação com a família de João Francisco Dias, no sentido de doar o espólio relativo ao médico, que iria ser exposto no núcleo museológico Dr. João Dias. Este espaço iria ser instalado nas antigas dependências do Hospital da Misericórdia, e iria conter vários instrumentos de medicina, a biblioteca privada de João Francisco Dias, e um conjunto de fotografias e notícias sobre o médico em jornais da época. O museu foi inaugurado em 13 de Setembro de 2013. Este espaço cultural é destinado à preservação e divulgação da vida e obra do eminente médico, sendo composto por uma exposição permanente com várias peças do quotidiano de João Francisco Dias, além de um arquivo. Em 21 de dezembro desse ano, a Câmara Municipal de Alcoutim apresentou o trabalho Vida e Obra do Dr. João Dias, composto por um documentário e um catálogo.